# Odra-Film
Odra-Film – instytucja kultury samorządu województwa dolnośląskiego z siedzibą we Wrocławiu. Zajmuje się promowaniem kultury filmowej, prowadzeniem kin położonych na terenie województwa dolnośląskiego i lubuskiego, produkcją filmów i organizacją imprez filmowych.

## Historia
Odra-Film powstała w 1951 roku jako Okręgowy Zarząd Kin we Wrocławiu, przedsiębiorstwo zajmowało się prowadzeniem kin i punktów wyświetlania filmów. W styczniu 1976 roku jego obowiązki przejęło utworzone zarządzeniem ministra kultury i sztuki Okręgowe Przedsiębiorstwo Rozpowszechniania Filmów we Wrocławiu, którego obszar działalności obejmował województwa wrocławskie, jeleniogórskie i wałbrzyskie. Zajmowało się ono m.in.: eksploatacją sieci kin, budową, rozbudową oraz modernizacją obiektów kinowych i zaplecza technicznego. W kwietniu 1990 roku doszło do połączenia Okręgowych Instytucji Rozpowszechniania Filmów we Wrocławiu i Zielonej Górze w wyniku czego powstała Instytucja Filmowa Dystrybucji Filmów „Odra-Film”, którą następnie w 1994 roku przemianowano na Państwową Instytucję Filmową „Odra-Film”. Prowadziła ona działalność mającą na celu upowszechnianie kultury filmowej, zajmowała się także dystrybucją, rozpowszechnianiem, opracowywaniem i produkcją filmów.
W 2005 roku Odra-Film uzyskała obecny statut Instytucji Kultury Województwa Dolnośląskiego. W listopadzie 2017 roku funkcje dyrektora Instytucji zaczął pełnić Jarosław Perduta, zastąpił on na tym miejscu Andrzeja Białasa będącego dyrektorem Odry-Film przez 23 lata.
W 2023 roku dyrektorką Dolnośląskiego Centrum Filmowego, dawnej Odra-Film została Magdalena Klich Kozłowska.

## Działalność

### Prowadzenie kin
Odra-Film jest właścicielem i operatorem 7 kin znajdujących się na obszarze województwa dolnośląskiego i lubuskiego. Należą do nich:
- Dolnośląskie Centrum Filmowe (DCF) we Wrocławiu
- Kino Apollo w Wałbrzychu
- Kino Piast w Legnicy
- Kino Lot w Jeleniej Górze
- Kino Jubilat w Głogowie
- Kino Pionier w Żarach
- Kino Wawel w Lubaniu

We wszystkich kinach poza działalnością kinową organizowane są także przeglądy filmowe, spotkania z twórcami czy wydarzenia specjalne. W Dolnośląskim Centrum Filmowym odbywa się m.in. współorganizowany przez Instytucję Odra-Film Festiwal Aktorstwa Filmowego. Ponadto Odra-Film jest właścicielem dwóch innych kin prowadzonych przez prywatne podmioty, są to:
- Kino Capitol w Kudowie-Zdroju
- Kino Światowid w Polanicy-Zdroju

### Dolnośląski Konkurs Filmowy
Dolnośląski Fundusz Filmowy powstał w 2008 roku, działa pod nazwą Dolnośląski Konkurs Filmowy. Jego celem jest wyłonienie projektów filmowych: fabularnych, dokumentalnych i animowanych, które uzyskają wsparcie finansowe. Głównym kryterium oceny projektów w konkursie jest powiązanie produkcji filmowej z województwem dolnośląskim poprzez miejsce realizacji filmu i udział w jego realizacji twórców i podmiotów z terenu Dolnego Śląska. Konkurs jest prowadzony przez Odrę-Film, która jest także koproducentem wszystkich filmów otrzymujących dofinansowanie w ramach konkursu. Fundusz jest finansowany przez Samorząd Województwa Dolnośląskiego i Miasto Wrocław. Dotychczas rozstrzygnięto 11 edycji Dolnośląskiego Konkursu Filmowego w ramach których wkład koprodukcyjny otrzymały łącznie 64 projekty.
Filmy dofinansowane w ramach poszczególnych edycji:
- I Dolnośląski Konkurs Filmowy 2008
  - Afonia i pszczoły, reż. Jan Jakub Kolski (film fabularny)
  - Nie opuszczaj mnie, reż. Ewa Stankiewicz (film fabularny)
  - Przebudzenie, reż. Wojciech Majewski (animacja)
- II Dolnośląski Konkurs Filmowy 2009
  - Wygrany, reż. Wiesław Saniewski (film fabularny)
  - Operacja Dunaj, reż. Jacek Głomb (film fabularny)
  - Sala samobójców, reż. Jan Komasa (film fabularny)
  - Maraton tańca, reż. Magdalena Łazarkiewicz (film fabularny)
  - Szklane domy, reż. Maciej Żurawski (dokument)
  - Miłość bez ustawki, reż. Kamil Król (dokument)
  - Poeta emeritus, reż. Andrzej Sapija (dokument)
- III Dolnośląski Konkurs Filmowy 2010
  - 80 milionów, reż Waldemar Krzystek (film fabularny)
  - Bez wstydu, reż. Filip Marczewski (film fabularny)
  - Daas, reż. Adrian Panek (film fabularny)
  - Rozmowa kontrolowana z Sylwestrem Chęcińskim, reż. Jarosław Marszewski (dokument)
  - Za to, że żyjemy czyli punk z Wrocka, reż. Tomasz Nuzban (dokument)
  - Gdzie się podziało 80 milionów?, reż. Michał Rogalski (dokument)
- IV Dolnośląski Konkurs Filmowy 2011 (marzec)
  - EZI, reż. Jarosław Marszewski (film fabularny)
  - Złote krople, reż. Daniel Zduńczyk, Marcin Męczkowski (animacja)
- V  Dolnośląski Konkurs Filmowy 2011 (lipiec)
  - W cieniu, reż David Ondříček (film fabularny)
  - Tadeusz Różewicz. Twarze, reż. Piotr Lachmann (dokument)
  - Żydowski śpiewnik wojenny, reż. Łukasz Czuj/Andrzej Celiński (dokument)
- VI  Dolnośląski Konkurs Filmowy 2012
  - Fotograf, reż. Waldemar Krzystek (film fabularny)
  - Wrocław Vaclava Havla, reż. Paweł Woldan (film fabularny)
  - Albert Cinema, reż. Agnieszka Zwiefka (film fabularny)
  - Lenartowicz – Wędrowiec z Wilna, reż. Krzysztof Rogulski (dokument)
  - Stanisław Skrowaczewski, reż. Henryk Urbanek (dokument)
- VII  Dolnośląski Konkurs Filmowy 2013
  - Ja, Olga Hepnarová, reż. Thomas Weinreb, Petr Kazda (film fabularny)
  - Letnie przesilenie, reż. Michał Rogalski (film fabularny)
  - Jak całkowicie zniknąć, reż. Przemysław Wojcieszek (film fabularny)
  - Skrzyżowanie, reż. Bartłomiej Bartos (dokument)
  - Jak tego nie nagracie będziecie mieli grzech, reż. Jolanta Krysowata, Krzysztof Kunert (dokument)
  - Pieśń pamięci, reż. Nathalie Rossetti (dokument)
  - Królowa Pik, reż. Agnieszka Zwiefka (dokument)
  - Moje pojednanie (Różewicz a Niemcy), reż. Piotr Lachmann (dokument)
  - Osso moje Osso, reż. Jan Strękowski (dokument)
  - Ja nie będę mówił, reż. Jolanta Krysowata, Mariusz Marks (dokument)
- VIII Dolnośląski Konkurs Filmowy 2014
  - Ptaki śpiewają w Kigali, reż. Joanna Kos-Krauze, Krzysztof Krauze (film fabularny)
  - Dolina Bogów, reż. Lech Majewski (film fabularny)
  - Za niebieskimi drzwiami, reż. Mariusz Palej (film fabularny)
  - Królewicz Olch, reż. Jakub Czekaj (film fabularny)
  - Luxus – sztuka w czasach zarazy, reż. Agnieszka Mazanek (dokument)
  - Kosarewicz, reż. Krzysztof Wierzbiański (dokument)
  - Niepokorni, reż. Julia Popkiewicz (dokument)
  - Bitwa wrocławska, reż. Beata Januchta (dokument)
  - Braciszek Karel, reż. Krystyna Krauze (dokument)
  - Gottland, reż. B. Blahovec, V. Cekanyova i inni (dokument)
  - Twój Vincent, reż. Dorota Kobiela, Hugh Welchman (animacja)
- IX Dolnośląski Konkurs Filmowy 2015
  - Pokot, reż. Agnieszka Holland (film fabularny)
  - Wołyń, reż. Wojciech Smarzowski (film fabularny)
  - Sługi Boże, reż. Mariusz Gawryś (film fabularny)
  - Wielki tydzień, reż. Jarosław Fret (film fabularny)
  - Szukamy życia w grobach, reż. Piotr Lachmann (dokument)
  - W absolutnej ciszy, reż. Łukasz Śródka (dokument)
- X Dolnośląski Konkurs Filmowy 2016
  - Pokot, reż. Agnieszka Holland (film fabularny)
  - Wieża, jasny dzień, reż. Jagoda Szelc (film fabularny)
  - Krew Boga, reż. Bartosz Konopka (film fabularny)
  - Najlepszy, reż. Łukasz Palkowski (film fabularny)
  - Żużel, reż. Dorota Kędzierzawska (film fabularny)
  - Głowa Orfeusza, reż. Tomasz Orlicz (dokument)
  - Pokolenia, reż. Janusz Zaorski (dokument)
  - Pionierzy, reż. Krzysztof Kunert (dokument)
- XI Dolnośląski Konkurs Filmowy 2017
  - Ciemno, prawie noc, reż. Borys Lankosz (film fabularny)
  - Fuga, reż. Agnieszka Smoczyńska (film fabularny)
  - Ułaskawienie, reż. Jan Jakub Kolski (film fabularny)
  - Powrót, reż. Magdalena Łazarkiewicz (film fabularny)
  - Skąd ja Pana znam?, reż. Tomasz Nuzban (dokument)

### Wrocławska Komisja Filmowa
W strukturach Odry-Film działa utworzona w styczniu 2013 roku Wrocławska Komisja Filmowa (Wroclaw Film Commission), której celem jest zachęcanie filmowców do realizowania produkcji na terenie województwa dolnośląskiego poprzez m.in. promowanie plenerów filmowych, wspieranie w kontaktach z samorządami, właścicielami obiektów i lokalną branżą filmową czy wskazywanie sposobów pozyskiwania funduszy wspierających realizację produkcji. Prowadzona jest przez nią także baza lokacji filmowych. Każdego roku Wrocławska Komisja Filmowa udziela wsparcia około 30-40 rozmaitym produkcjom filmowym.